# Hurikán Bertha (2008)
Hurikán Bertha byl druhou bouří Atlantické hurikánové sezóny 2008 a měl hned po hurikánu Ike nejvíce naakumulované energie. Zformoval se 3. července nedaleko Kapverd. Zanikl 20. července uprostřed Atlantiku nedaleko 51° s. š.

## Základní údaje
- Dosažená kategorie: Hurikán 3. kategorie
- Datum vzniku: 3. července 2008 - vznik tlakové níže, (1. července - vznik tropické vlny)
- Datum zániku: 20. července 2008 - přeměna na tlakovou níži mírného pásu (dále postup na Island).
- Min. tlak:  948 hPa
- Max. rychlost větru (1 min. průměr): 205 km/h
- Zasažené oblasti: Bermudy, New Jersey, (Island)

## Postup

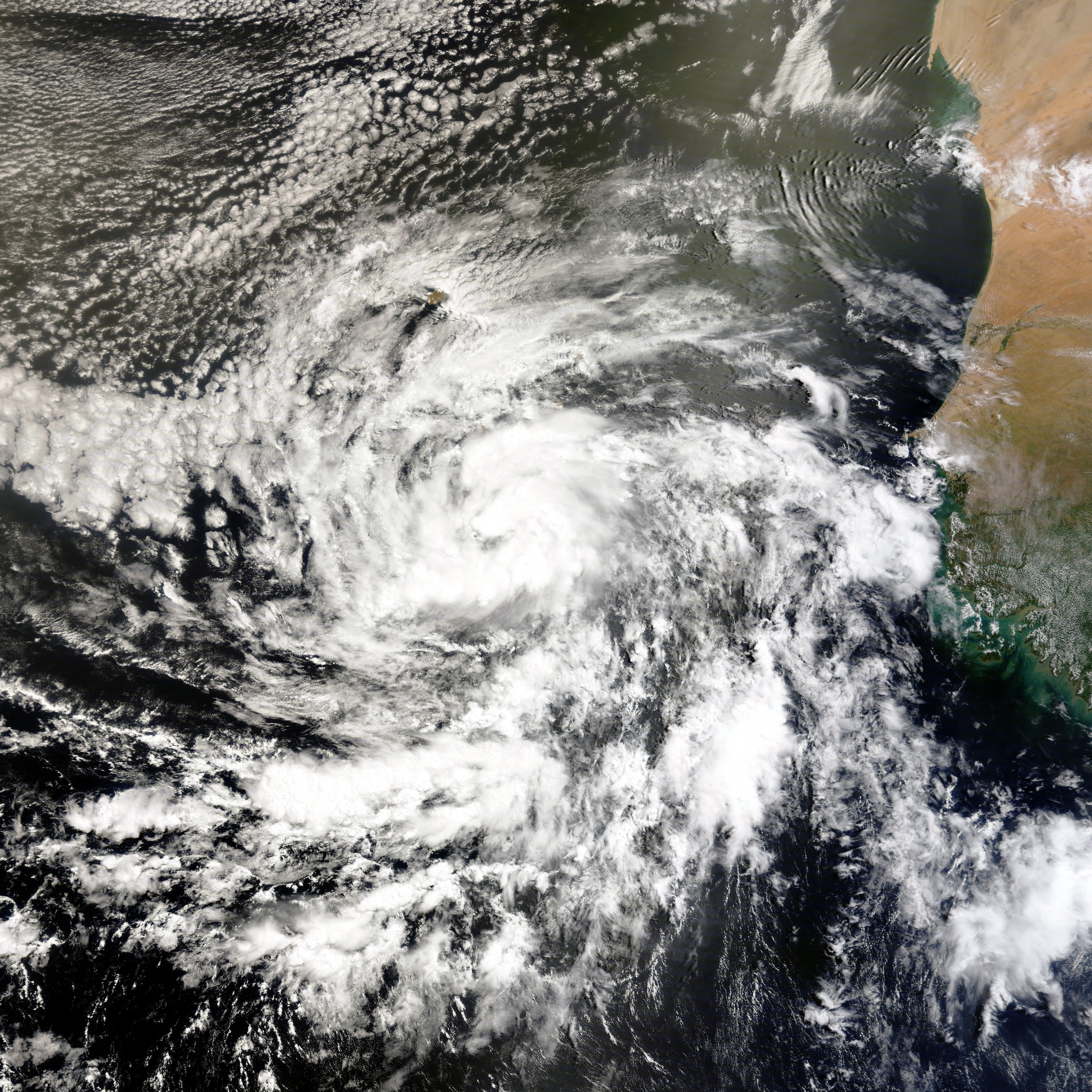
tropická bouře Bertha 3. července

Hurikán Bertha vznikl 1. července 2008 jako tropická vlna mezi Kapverdami a pobřežím Afriky a postupoval na západ. 3. července z tohoto systému vznikla tlaková níže 2, která záhy zesílila na tropickou bouři Bertha. Při svém postupu na západoseverozápad bouře postupně sílila a 7. července zesílila do stádia hurikánu 1. kategorie. Ještě toho večera (SEČ) však Bertha rychle zesílila na hurikán 3. kategorie a změnila svůj směr pohybu na severozápadní. Během dopoledne 8. července (SEČ) postupovala Bertha jako hurikán 3. kategorie dále na severozápad. V této době dosahoval tlak vzduchu ve středu bouře nejnižších hodnot a foukal v ní nejsilnější vítr. Během odpoledne (SEČ) však Bertha opět poměrně rychle zeslábla na hurikán 1. kategorie. 9. července odpoledne Bertha opět zesílila, už jen však na Hurikán 2. kategorie a dále postupovala na severozápad. Odpoledne 10. července (SEČ) Bertha opět zeslábla na hurikán 1. kategorie. 12. července Bertha velmi zpomalila svůj postup a 13. července zeslábla na Tropickou bouři a stočila svůj směr postupu na severoseverozápad. Poté, co Bertha 14. července přešla přes Bermudy se stočila na severoseverovýchod. 16. července se Bertha ve svém postupu prudce stočila na jihovýchod a poněkud zrychlila svůj postup. 17. července se bouře stočila na východ a 18. července na severovýchod. Brzy ráno 19. července (SEČ) bouře opět zesílila na hurikán 1. kategorie a výrazně zrychlila svůj postup na severozápad. Ráno 20. července Bertha opět zeslábla na tentokrát již subtropickou bouři a odpoledne se přeměnila na tlakovou níži mírného pásu a během několika dalších dní se přesunula nad Island.

## Škody
Přestože byla Bertha poměrně silný hurikán, nezpůsobila díky své dráze postupu žádné výrazné škody, přesto však v jejím důsledku zřejmě zahynuli 3 lidé.

## Obrázky

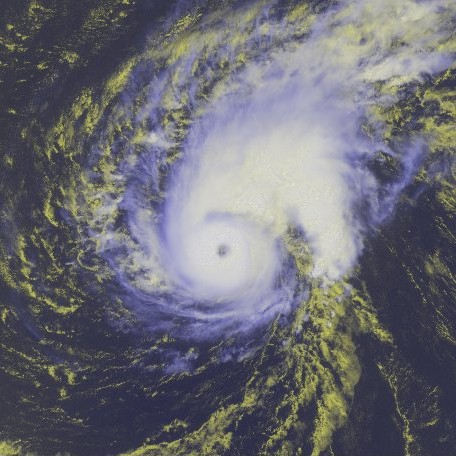
Hurikán Bertha 7. července
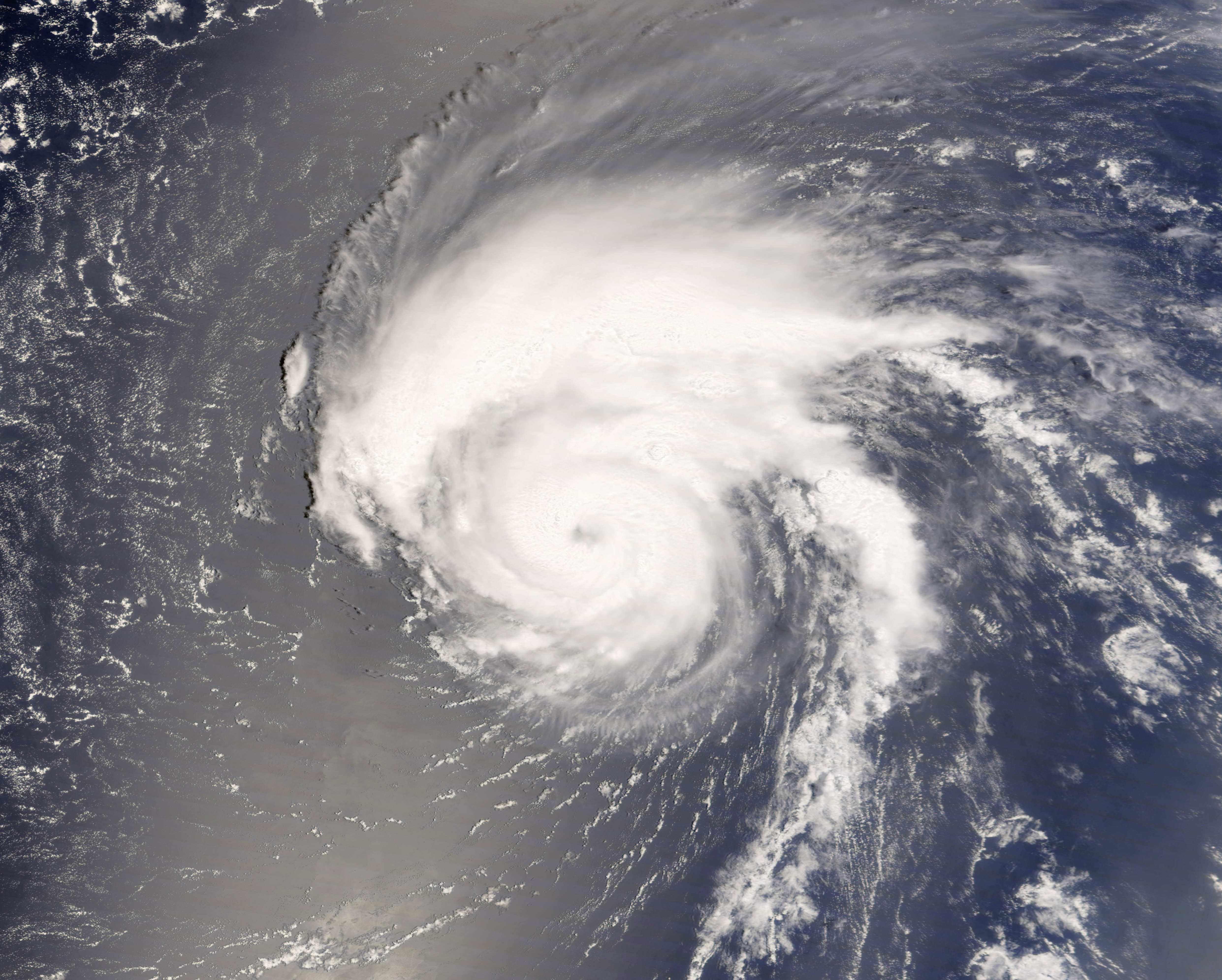
Hurikán Bertha 9. července
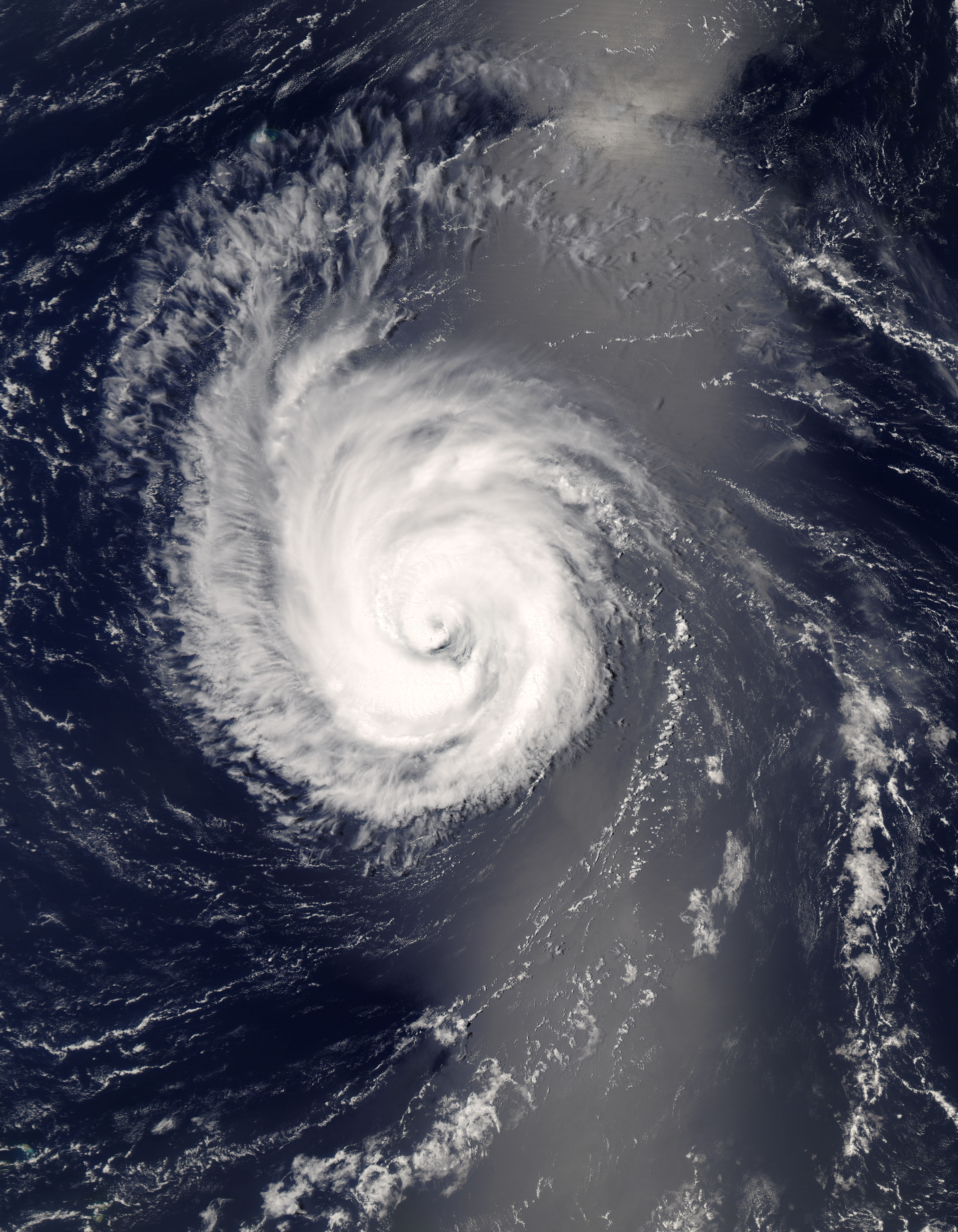
Hurikán Bertha 10. července
Hurikán Bertha 12. července
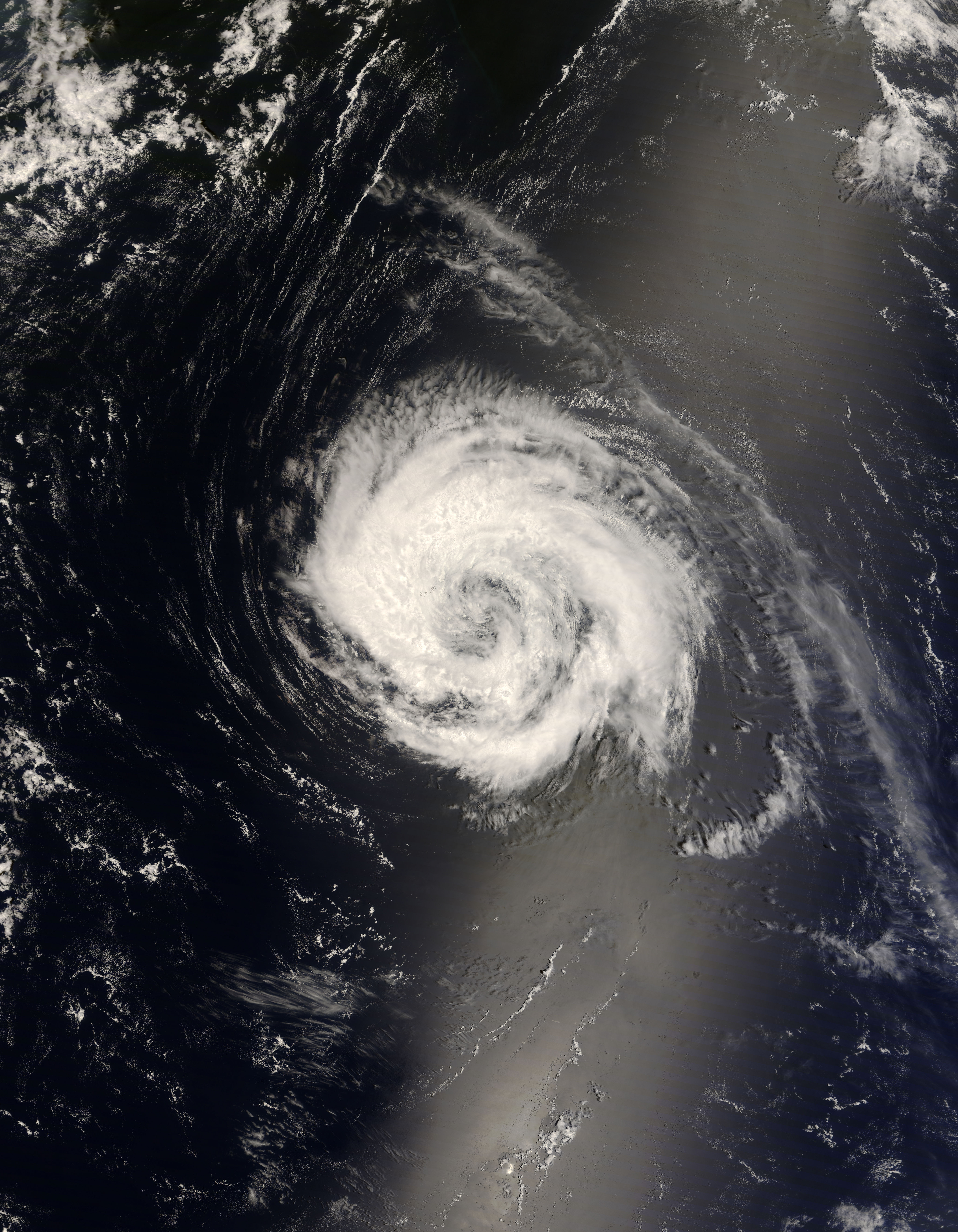
Tropická bouře Bertha 14. července
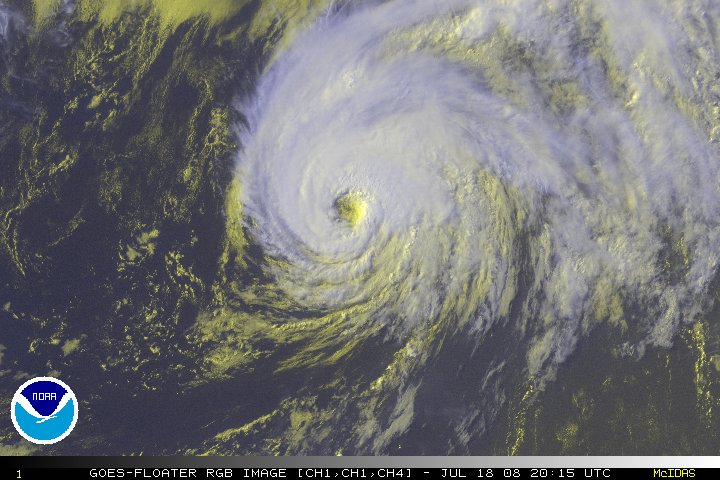
Hurikán Bertha 18. července